# Diacétyle
Le diacétyle ou butane-2,3-dione C4H6O2 est une cétone liquide, volatile, jaune, à odeur de beurre ou, suivant la concentration, de fromage ou de transpiration fermentée (pieds sales, aisselles).
Produit secondaire de la fermentation, la butanedione est présente dans le beurre, les crèmes fraîches, les produits lactés et les boissons alcoolisées auxquels elle confère une note caractéristique de beurre. 
La butadione est présente dans les vins à des doses pouvant atteindre 2 mg·l-1, mais, en général, il est de l’ordre de 0,3 mg·l-1.

## Biosynthèse
La butanedione est un produit intermédiaire du métabolisme cellulaire. Elle peut être générée à partir d’un précurseur de la biosynthèse des acides aminés ramifiés, l’acide acétolactique, sous l’action de l’enzyme acétolactate décarboxylase ou aussi par décarboxylation spontanée. 
Généralement, le diacétyle connaît ensuite une réduction du groupe cétone pour former du butane-2,3-diol, un composé insipide, ce qui maintient la teneur en diacétyle relativement basse.

## Boissons alcoolisées
Dans le cas de vins ou de bières faiblement alcoolisées, le diacétyle contribue à une sensation de facilité d'absorption en bouche. Quand le degré d'alcool augmente, le produit donne un goût de beurre ou de caramel. 
Les producteurs de Chardonnay favorisent systématiquement la production de diacétyle car son apport donne goût et saveur. Sa présence dans les vins de ce cépage en provenance de Californie se traduit par une tendance à offrir des saveurs proches des vins français traditionnels. On a pu mesurer des teneurs de 0,005 mg·l-1 à 1,7 mg·l-1 dans des vins chardonnay, une quantité minimum de 0,2 mg·l-1 permettant de déceler une saveur.
Similairement, pour l’amélioration de la saveur des fromages frais, la production de diacétyle peut être favorisée par la sélection des souches bactériennes et les conditions de culture.

## Comme additif alimentaire
Le diacétyle est utilisé comme additif alimentaire pour donner aux aliments industriels un goût de beurre ou de fromage.  Industriellement, il est produit à partir du butane-2,3-diol.
À des concentrations trop élevées, ce produit dégage une odeur organique fétide. 

## Effets nocifs
L'inhalation chronique de diacétyle par les préparateurs en alimentation industrielle peut amener à une obstruction des alvéoles pulmonaires et certains s'inquiètent de sa présence dans les liquides à vapoteuse . 